# 赤城宗德
赤城宗德（日语：赤城 宗徳/あかぎ むねのり，1904年12月2日—1993年11月11日），日本的政治家、教育家。曾担任农林水产大臣、防衛大臣、内阁官房长官。